# Franco Manfroi
Franco Manfroi (ur. 11 czerwca 1939 w Canale d’Agordo, zm. 12 października 2005 w Belluno) – włoski biegacz narciarski, brązowy medalista mistrzostw świata.

## Kariera
Jego olimpijskim debiutem były igrzyska w Innsbrucku w 1964 roku, gdzie zajął 19. miejsce w biegu na 50 km. Cztery lata później, podczas igrzysk olimpijskich w Grenoble zajął 25. miejsce w biegu na 30 km oraz 32. miejsce w biegu na 15 km.
W 1966 roku wystartował na mistrzostwach świata w Oslo. Osiągnął tam największy sukces w swojej karierze wspólnie z Giulio De Florianem, Gianfranco Stellą i Franco Nonesem wywalczył tam brązowy medal w sztafecie.

## Osiągnięcia

### Igrzyska olimpijskie
| Miejsce | Dzień     | Rok  | Miejscowość | Konkurencja             | Czas biegu | Strata   | Zwycięzca         |
| ------- | --------- | ---- | ----------- | ----------------------- | ---------- | -------- | ----------------- |
| 19.     | 5 lutego  | 1964 | Innsbruck   | 50 km stylem klasycznym | 2:43:52,6  | +10:03,9 | Sixten Jernberg   |
| 25.     | 7 lutego  | 1968 | Grenoble    | 30 km stylem klasycznym | 1:35:39,2  | +5:32,6  | Franco Nones      |
| 32.     | 10 lutego | 1968 | Grenoble    | 15 km stylem klasycznym | 47:54,2    | +3:53,5  | Harald Grønningen |

### Mistrzostwa świata
| Miejsce | Dzień     | Rok  | Miejscowość | Konkurencja             | Czas biegu | Strata  | Zwycięzca       |
| ------- | --------- | ---- | ----------- | ----------------------- | ---------- | ------- | --------------- |
| 20.     | 17 lutego | 1966 | Oslo        | 30 km stylem klasycznym | 1:37:26,7  | ?       | Eero Mäntyranta |
| 3.      | 23 lutego | 1966 | Oslo        | Sztafeta 4 × 10 km      | 2:14:27,9  | +3:44,3 | Norwegia        |